# Takeley
Takeley – wieś w Anglii, w hrabstwie Essex, w dystrykcie Uttlesford. Leży 21 km na północny zachód od miasta Chelmsford i 49 km na północny wschód od Londynu.